# 23115 Велкорт
23115 Велкорт (23115 Valcourt) — астероїд головного поясу, відкритий 3 січня 2000 року.
Астеро́їд, або мала́ плане́та — тверде небесне тіло діаметром від 1 до 1000 км, що рухається по орбіті в Сонячній системі[1].
Тіссеранів параметр щодо Юпітера — 3,168.